# Кадыров, Джура
Джура Кадыров — советский узбекистанский хозяйственный деятель, Герой Социалистического Труда.

## Биография
Родился в 1905 году в кишлаке Сойлик.

В 1932—1943 — звеньевой колхоза «Байналмилал» Орджоникидзевского района Ташкентской области.
Участник Великой Отечественной войны.
В 1946—1971 — звеньевой колхоза имени Хрущёва (затем — «Правда») Орджоникидзевского района Ташкентской области.
Указом Президиума Верховного Совета СССР от 11 января 1957 года присвоено звание Героя Социалистического Труда с вручением ордена Ленина и золотой медали «Серп и Молот».
Умер после 1980 года.

## Награды и звания
- Герой Социалистического Труда (11.01.1957)
- Орден Ленина (11.01.1957)